# Yona – Công chúa bình minh
Yona - Công chúa bình minh (Nhật: 暁のヨナ Hepburn: Akatsuki no Yona) là một manga Nhật Bản dài kỳ do Mizuho Kusanagi sáng tác, đăng dài kỳ trên tạp chí shōjo manga của Hakusensha là Hana to Yume từ tháng 8 năm 2009. Manga đã được tổng hợp thành 46 tập tankōbon. Manga đã được Pierrot chuyển thể thành anime truyền hình, phát sóng từ ngày 7 tháng 10 năm 2014 tới ngày 24 tháng 3 năm 2015, gồm các diễn viên lồng tiếng lấy từ bản chuyển thể kịch nói, cùng với dàn diễn viên mới. Tại Việt Nam, ấn bản manga đã được cấp phép bản quyền cho nhà xuất bản Kim Đồng với tựa đề tiếng Việt chính thức là "Yona - Công chúa bình minh" vào ngày 25 tháng 4 năm 2017.

## Nội dung
Lấy bối cảnh ở một thế giới giả tưởng Đông Á, được tạo thành từ nhiều vùng và bộ lạc khác nhau, đồng thời cũng được lấy cảm hứng và lấy nhiều yếu tố từ văn hóa Hàn Quốc và Trung Quốc. Câu chuyện xảy ra ở một vương quốc có tên là Kouka (Cao Hoa). Yona, nàng công chúa độc nhất của vương quốc, Yona sống một cuộc sống vô tư ở lâu đài Hiryuu, có một người cha rất mực cưng chiều nàng, vua IL. Và Soo-won, người anh họ mà Yona đem lòng yêu thầm từ lâu.
Thế nhưng, trong chính ngày sinh nhật thứ 16 của nàng, Soo-won đã âm thầm ám sát hoàng thượng, và đẩy nàng cùng Hak bước chân vào một cuộc chạy trốn hiểm trở. Hak dẫn nàng về nơi mình sống (thành Fuuga) và gặp Son Mundok, ông nuôi của Hak, đã bảo hai người nên đi tìm Ik-soo. Ik-soo, với khả năng của một thần quan, đã bảo họ đi tìm kiếm sức mạnh của Tứ Long trong truyền thuyết để tồn tại và cứu vương quốc Kouka khỏi tay của vị vua mới-người từng giết cha của Yona.

## Tóm tắt
Câu chuyện xảy ra ở một vương quốc có tên là Kouka (Cao Hoa). Yona, nàng công chúa độc nhất của vương quốc, Yona sống một cuộc sống vô tư ở lâu đài Hiryuu, có một người cha rất mực cưng chiều nàng, vua IL (Thiên Tộc hoặc Không Tộc). Son Hak, hộ tống độc quyền của nàng, là bạn thân từ nhỏ của Yona hay lắm lời. Soo-won, người anh họ mà Yona đem lòng yêu thầm trong nhiều năm nhưng cha nàng không cho phép.
Trong ngày sinh nhật thứ 16 của cô, cô đã mặc bộ cánh đẹp nhất,trang điểm bằng những mỹ phẩm tốt nhất, Soo-won đã tặng cô cái trâm cài tóc và khen ngợi tóc của Yona giống như là ánh bình minh. Nàng cảm động và đi đến phòng của cha cô để nói rằng cô không thể quên được anh. Thế nhưng, cô phát hiện ra cửa phòng của vua Il không có lính canh giữ như thường, khi bước vào cô thấy Soo-won nhuộm thanh kiếm đỏ bằng máu của cha cô và mất kiểm soát. Những người lính phản bội rượt đuổi hòng bắt cô đi nhưng Hak đã bảo vệ nàng và trốn thoát khỏi lâu đài. Mang trên mình một nỗi đau đột ngột mất cha và sự phản bội của người đàn ông mà nàng đã yêu quý nhiều năm, Yona bước vào cuộc sống phiêu bạt cùng với Hak.
Công chúa đi đến quê hương của Hak, nơi mà nàng đã được nhận sự tử tế, ấm áp của người dân ở Fuuga (Phong tộc) khiến cô bớt buồn đôi chút buồn. Nhưng không được lâu, Soo-won nhờ Saika (Hoả tộc) gây áp lực lên làng Fuuga do họ không thừa nhận cho anh lên nhận ngai vàng. Hak xin trả lại họ Son cho Son Mundok (ông nuôi của Hak) và từ chức làm tướng để mọi việt làm sai trái sau này của anh sẽ không liên lụy tới Fuuga. Anh để Yona ở lại để lên đường đi đây đó. Khi chẩn bị đi Yona đã bắt anh cho cô đi cùng để cứu vương quốc Kouka. Mundok nói họ hãy đi gặp một vị thần quan có thể nghe được lời nói của chúa để biết mình nên làm gì. Trên đường đi họ gặp lính của vùng Saika. Hak giấu Yona để nàng không bị giết. Yona đã cắt tóc, cô cầm trong tay thanh kiếm đầu tiên, quyết định chiến đấu cho bản thân. Tuy nhiên, hai người bị đuổi và không may rơi xuống vực thẳm sâu nhất mà chưa có ai bước vào.
Sau đó, hai người sống sót một cách kỳ diệu và đã ngẫu nhiên gặp một cậu bé tên là Yoon trong lúc bất tỉnh, cậu đã đem hai người về nơi cậu sinh sống và băng bó vết thương cho hai người. Yona gặp được vị thần quan mà cô tìm khiếm, Ik-soo, anh kể về truyền thuyết vị vua đầu tiên và cho họ bản đồ có đánh dấu làng của Bạch Long để họ đi tìm. Ik-soo bảo hai người đem theo Yoon để cậu mở mang thêm kiến thức. Ba người lên đường đi tìm Tứ Long để bảo vệ cuộc sống của họ. Từ Bạch Long rồi qua anh tìm Thanh Long, Lục Long và Hoàng  Long (Tứ Long có thể cảm nhận vị trí và sự tồn tại của nhau).
Trên đường đi Yona xin Hak dạy mình kiếm thuật nhưng Hak từ chối vì nghe theo lời dặn của vị vua quá cố là cha của Yona - được biết đến là ông vua hèn nhát, ghét chiến tranh và vũ khí. Nhưng sự kiên trì của Yona đã thay đổi tâm ý Hak và cho cô học cách dùng cung, sau này Yona cũng tự học một chút kiếm thuật. Hành trình về sau là sự trưởng thành qua từng ngày của cô công chúa nhỏ.

## Nhân vật

#### Yona (ヨナ)
Lồng tiếng bởi: Chiwa Saitō
Nhân vật chính của câu chuyện. Công chúa độc nhất vương quốc Kouka (Cao Hoa), với mái tóc đỏ hiếm có. Mẹ của cô ấy bị giết do quân phản bội khi còn nhỏ để lại cô và vua IL một mình. Vì vậy cha của cô đã nuôi cô lớn lên cùng với Hak và Soo-won. Được đùm bọc và che chở ban đầu cô rất ngây thơ, hay dựa dẫm và không biết chuyện đời vì chưa từng rời khỏi cung. Nhưng tiếc thay cha cô bị giết ngay sinh nhật 16 tuổi của cô vì sự phản bội của Soo-won. Bị mất cha, mất lâu đài, ngai vàng, mất đi người anh họ yêu quý của cô chỉ trong một đêm và bị đẩy vào cuộc đời đầy nguy hiểm ngoài kinh thành, cô quyết định trở nên tự lập và trở nên mạnh hơn để bảo vệ bản thân mình, Hak, Yoon và Tứ Long.
Cô yêu cầu Hak dạy cô cách bắn cung và kiếm thuật. Cô hơi do dự về giết người và động vật, nhưng cuối cùng cô đã qua được trong nhiều lần chiến đấu. Yona hay dùng cung trong những trận chiến. Cô được cho là sự tái sinh của Hiryuu-vị vua đầu tiên của Kouka nhờ mái tóc đỏ nên nếu một trong những Tứ Long nhìn cô ấy thì họ sẽ nghe thấy lời thề bảo vệ Hiryuu và sẽ có biểu hiện lạ ở nơi mà rồng đã ban cho sức mạnh và có một cơn sốt ngắn (ngoại trừ Kim Long). Yona đi đây đó và bảo vệ người dân một cách bí mật. Dù Yona không thể tha thứ cho Soo-won nhưng cô vẫn có vài lúc không nỡ xuống tay giết anh hay đâu đó trong lòng vẫn có chút quan tâm anh. Yona vẫn còn giữ trâm cài tóc mà anh đã tặng cô trước khi giết vua IL dù sau này đã đem ra như một vật đấu giá với ý muốn quên đi. Sau một thời gian cô phát hiện ra cô thích Hak, nhưng cô ấy quá xấu hổ để nói với Hak vì sợ anh ấy sẽ trêu cô ấy vì điều đó nhưng rồi cuối cùng cũng đã thổ lộ rồi có một cái kết khá đẹp.

#### Hak (ソン・ハク,Son Haku)
Lồng tiếng bởi: Tomoaki Maeno, Ayahi Takagaki (lúc bé)
Là một thanh niên 18 tuổi có đôi mắt xanh đi cùng với mái tóc đen. Từng là tộc trưởng ở tộc Fuuga (tộc Gió) và là tướng quân trẻ tuổi nhất, sau khi bị truy đuổi vì không muốn liên lụy tới tộc, anh đã trao trả họ Son cho ông mình và nhượng lại chức thủ lĩnh cho tướng trẻ còn lại mạnh nhất tộc là Tae-woo. Hak là vệ sĩ của Yona và cũng là bạn thân từ nhỏ của Yona và Soo-won. Được người dân gọi là "Lôi Thú" sau khi đánh thắng Lee Geun-tae (tộc trưởng Thổ tộc Chi-shin) với kỹ năng đánh giống sấm chớp của mình, nhận được danh hiệu là người lính mạnh nhất của Kouka. Tài năng của anh được công nhận lúc 13 tuổi, sau khi đánh thắng Geun-tae. Là trẻ mồ côi, được Mundok nhận về nuôi và coi như là cháu của mình. Ngoài ra, anh còn là người hộ tống độc quyền của Yona nên anh đã sống trong lâu đài lúc 15 tuổi.
Khi còn nhỏ, anh biết cô có tình cảm với Soo-won nên anh giữ tình cảm của mình trong tim và thầm cầu cho hai người được hạnh phúc. Hak mong anh sẽ đứng trên đất nước do cặp vợ chồng (Yona và Soo-won) là người cai trị đất nước. Từ nhỏ Hak đã khâm phục và ngưỡng mộ tài nghệ của Soo-won và hứa với anh nếu anh cưới Yona và làm vua anh sẽ làm cánh tay phải của Soo-won. Nhưng sau cuộc nổi dậy của Soo-won, anh khá trung thực hơn về tình cảm của mình, từng nói sẽ trở thành tấm khiên cho công chúa và hi sinh vì cô, anh là lý do Yona muốn mình trở nên mạnh mẽ hơn để Hak không vì bảo vệ cô mà chết. Mỗi khi Yona lúng túng hay có biểu hiện tình cảm với anh, Hak thường có những ngờ vực, tưởng mình ảo tưởng hay nghe nhầm, đây là biến chứng của việc tình yêu không được đáp lại trong nhiều năm. Hiện tại, Hak có thể dùng kiếm, thương (giáo), cung. Anh bình tĩnh nhưng có những lúc không thể kiềm chế bản thân mình, nhất là khi gặp lại Soo-won, nếu không có sự can thiệp của những người khác thì tưởng chừng như có thể xông lên giết anh ta.

#### Soo-won (スウォン,Suwon)
Lồng tiếng bởi: Yūsuke Kobayashi, Nozomi Yamamoto (lúc bé)
Con của Ju-hon (anh của vua IL), có tóc vàng dài được buộc lại gần đuôi tóc. Anh họ của Yona 19 tuổi và cũng là người công chúa thầm yêu. Lần đầu xuất hiện Soo-won trông giống một người vô tư có nụ cười ấm áp, hiền lành. Sau cái chết của hoàng hậu, nghĩa là mẹ của Yona, anh thay thế vị trí của bà nhằm an ủi và cổ vũ Yona. Anh xem Yona như em ruột và khá bàng hoàng khi thấy cô bắt đầu giống một thiếu nữ. Đối với Soo-won con người là một thứ tuyệt diệu và anh thích tất cả mọi người. Anh có thể hòa đồng với mọi người vì tính cách vui vẻ, đem lại cho đối phương một nụ cười ấm áp và đôi lúc hơi ngây ngô. Trong lần sinh nhật thứ 16 của Yona, anh đã giết chết vua IL rồi lên ngôi. Đoạn Yona phát hiện anh giết vua Il, anh nói với cô là anh sẽ loại bỏ bất kì một ai đứng trên đường của anh. Nhưng khi biết Yona và Hak rớt xuống vực anh tỏ ra đau đớn.
Anh lên ngôi vì muốn đất nước trở nên hùng mạnh và thống nhất ngũ tộc. Anh thường tỏ ra ngờ nghệch trước người khác để che đi các khía cạnh khác của anh. Nhưng khi chiến đấu anh có cái nhìn sắc bén, bình tĩnh và phán đoán một cách chính xác. Anh đã được tướng Geun-tae (người chỉ phục tùng vua mạnh) chấp nhận, điều đó có thể khẳng định tài năng của anh. Anh thường sử dụng kiếm và có khả năng cung. Điển hình là anh đã bắn đứt sợi dây dùng để treo cổ Lily - con gái Joon-gi (tộc trưởng thủy tộc Suiko) ở khoảng cách rất xa.

### Bạn đồng hành của nhóm Yona

#### Yoon (ユン)
Lồng tiếng bởi: Junko Minagawa
Xuất hiện đầu tiên lúc 15 tuổi. Được Ik-soo nhận nuôi, khi còn nhỏ cậu sống ở một ngôi làng hẻo lánh. Yoon cài tóc mình với một đôi lông vũ. Cậu ghét vua và quý tộc vì những người này không quan tâm gì tới dân nhưng sau khi chứng khiến sự dũng cảm của Yona cậu đã xin lỗi vì đã khá thô lỗ với cô. Tự xưng là mỹ nam thiên tài, Yoon có thể nhớ nội dung của một cuốn sách dù chỉ đọc qua một lần và có đôi bàn tay rất khéo léo. Cậu có thể may vá, săn bắn, chữa bệnh, chữa thương, nấu ăn, làm thuốc nổ... chính những thứ đó đã giúp bạn cậu rất nhiều. Yoon là một người tốt bụng và rất quan tâm cho người khác khiến cậu đôi khi hơi khó tính và mắng bạn của cậu do sự thiếu cẩn thận của họ. Tính như người lớn, được cả bọn gọi là "mẹ" hoặc "hiền mẫu" và bị nhiều người đàn ông trêu bảo cậu về làm vợ vì cậu nấu thức ăn rất ngon nhưng đều bị từ chối và bảo họ cậu là một chàng trai. Là người tình cảm, dễ khóc khi chia tay Ik-soo và Kija chia tay làng rời đi,cả khi Zeno dùng sức mạnh lần đầu cứu nhóm, luôn cằn nhằn nhưng vẫn giặt bộ đồ nhuốm máu của Zeno sau khi cậu hồi sinh. Cậu ngủ chung lều với Yona và là người nhỏ tuổi nhất của nhóm.

### Tứ Long

#### Kija (キジャ) - Bạch Long
Lồng tiếng bởi: Masakazu Morita, Haruka Chisuga (lúc bé)
Xuất hiện đầu tiên lúc 20 tuổi có da trắng nổi bật, là thanh niên tuấn tú. Với mái tóc trắng, hiền lành và mang sức mạnh của rồng ở cánh tay phải, có khả năng giết quân địch mạnh mẽ, hay cãi nhau với Hak và bị Hak gọi là "Bạch Xà" (Shirohebi), yêu sạch sẽ, rất ghét côn trùng. Xem Tứ Long như anh em ruột, đặc biệt là rất quan tâm tới Shin-ah. Là người trung thành nhất với Yona và đề cao nhiệm vụ của Tứ Long lên trên hết và đôi khi có những cảm xúc cậu không hiểu rõ với Yona như đỏ mặt vì cô chẳng hạn hay là cảm thấy đau ngực khi Yona bảo sẽ ngủ bên cạnh Hak. Khi mới sinh cậu bị cha cậu (Bạch Long tiền nhiệm) dùng cánh tay phải cào vào sau lưng bấy giờ đã thành sẹo nhưng cậu không hận cha mình mà ngược lại còn muốn giúp cha và các Bạch Long tiền nhiệm trước hoàn thành sứ mệnh phục vụ "vua Hiryuu". Hay bị trêu chọc là công tử vì khi sinh ra chưa từng rời làng nên lạ lẫm với nhiều thứ như quan ngại với việc ngủ ngoài trời hay là ăn càng cua mà tưởng là loại côn trùng nào đó. Tuy nhiên anh rất nhiệt huyết và tình nghĩa, sẵn sàng giơ móng vuốt khi công chúa và bạn bè gặp nguy hiểm. Ngoài những người khác gọi tên Yona và Zeno gọi cô nương thì Kija cùng Hak luôn xưng là công chúa.

#### Shin-ah (シンア) - Thanh Long
Lồng tiếng bởi: Nobuhiko Okamoto, Sanae Kobayashi (lúc bé)
Xuất hiện đầu tiên lúc 18 tuổi có sức mạnh của rồng ở đôi mắt, có thể nhìn xa và làm tê liệt đối thủ nhưng bản thân cũng bị tê liệt. Đã từng sợ sức mạnh của mình, bị mọi người trong làng Thanh Long xa lánh và sợ hãi vì lời đồn nhìn vào mắt sẽ hóa đá nên được Thanh Long tiền nhiệm tên Ao nuôi dưỡng đến khi ông mất sức mạnh và qua đời (Một đứa bé trai bất kỳ trong làng được sinh ra với sức mạnh rồng thì người tiền nhiệm sẽ dần dần mất sức mạnh và qua đời khi tuổi còn trẻ, trừ Tứ Long đời đầu là qua đời khi tuổi già). Sau đó cậu sử dụng đôi mắt khi quan binh tới làng, một mình diệt hết nên khi ấy bị dân làng coi là quái vật. Shin-ah sử dụng kiếm và chỉ sử dụng sức mạnh đôi mắt khi Yona hoặc huynh đệ khác gặp nguy hiểm, từng mất kiểm soát khi sử dụng sức mạnh để cứu Yona nhưng Yona đã giúp cậu bình tĩnh lại. Cậu thường mang mặt nạ vì lý do tâm lý nhưng sau cậu chỉ dùng nó như một vật kỉ niệm, trên vai luôn có một nàng sóc với hai má phúng phính tên Ao - người bạn duy nhất của anh trước khi gặp nhóm của Yona. Shin-ah là tên công chúa Yona đặt cho cậu, nghĩa là ánh trăng vì khi Shin-ah nắm tay Yona đi trong bóng tối thì cô cảm nhận được hơi ấm áp từ anh như ánh trăng chiếu rọi. Shin-ah là thành viên trầm tính, ít nói nhất nhóm nên những hành động của cậu thường gây sốc.

##### Ao
Là một nàng sóc được đặt theo tên của Ao (Thanh Long tiền nhiệm của Shin-ah). Tính rất háu ăn nên nhiều khi gặm bậy như thử cắn bông tai của Yona hay ngón tay của Shin-ah, là động vật ăn tạp vì đã từng sống ở vùng không có nhiều thức ăn để lựa chọn. Thường được Shin-ah bảo đi theo Yona để an ủi cô mỗi khi Yona buồn. Shin-ah thường tâm sự với nàng mỗi khi có điều gì mới. Mỗi khi có ai bị thương, Ao thường tặng hạt dẻ (chính xác là nhét nguyên cái chưa lột vỏ vào miệng) cho những ai bị bệnh và bị thương cần nằm nghỉ ngơi để cho chóng khỏe nhưng thường bị từ chối vì họ không ăn được như cô. Ao cũng rất nhanh nhẹn, đôi lúc cứu nguy cho nhóm như cắn dây thừng cởi trói cho Yoon, tìm trái cây cho Yona ăn khi cô cùng Lily chạy trốn trong rừng.  Xuất hiện chủ yếu trên vai của Yona và Shin-ah, đôi lúc có nhảy lên vai những người còn lại và hay được Zeno vuốt ve, chơi đùa cùng.

#### Jae-ha (ジェハ) - Lục Long
Lồng tiếng bởi: Junichi Suwabe
Xuất hiện đầu tiên lúc 25 tuổi mang sức mạnh của rồng ở chân phải, có thể nhảy rất xa (trông như bay) và một cú đá của anh là gấp mấy ngàn lần người thường, vũ khí thường dùng là phóng dao. Trước khi gặp nhóm Yona anh là một hải tặc làm việc cho một nữ thuyền trưởng đã có tuổi tên là Gi-Gan ở Awa - tổ chức chống đối việc làm bất lương của thống soái nơi đây là Yang Kum Ji. Trái ngược với Kija anh yêu tự do và không muốn bị ràng buộc bởi sứ mệnh Tứ Long gì đó, bằng chứng là đã chạy trốn khỏi sự cầm tù ở làng Lục Long 13 năm trước và từ đó đi theo thuyền trưởng Gi-Gan, anh cũng yêu mến bà như mẹ (có khi còn muốn mình sinh ra sớm hơn để lấy bà) và coi trọng các huynh đệ cướp biển khác. Anh xem thuyền cướp biển như là tổ ấm của mình. Khi gặp Yona anh đã đe dọa cô nhưng rồi đã bị thuyết phục bởi sự can đảm và bản lĩnh của một cô gái trẻ nên đã quyết định hành trình cùng Yona và những người khác. Là anh cả (theo tuổi) trong nhóm, hay chọc Hak vì biết tình cảm của anh với Yona, hay trêu Kija vì quá trung thành, khát khao muốn nhìn đôi mắt của Shin-ah, rất đào hoa với phụ nữ, nhưng nói với Yona anh thường làm những thứ ngược lại như quát cô vì quan tâm về sự an toàn của cô, có tình cảm với cô nhưng luôn luôn cho là dòng máu của Lục Long sôi sục làm mình nghĩ vậy và cho rằng không phải là tình cảm của mình.

#### Zeno (ゼノ) - Kim Long
Lồng tiếng: Hiro Shimono
Mãi mãi ở tuổi 17. Zeno khác với ba Tứ Long còn lại trong nhóm vì anh là Tứ Long đời đầu đã phục vụ vua Hiryuu khoảng 2000 năm trước đây. Được Kim Long ban cho sức mạnh bất tử. Khi bị thương sẽ tự hồi phục. Nếu đó là vết thương lớn và nguy hiểm thì cơ thể sẽ tạo ra một lớp vảy cứng màu vàng và có sức mạnh giống của Bạch Long và Lục Long. Cả nghìn tuổi, nhưng cả tính cách lẫn ngoại hình đều trông như trẻ con, thích ăn, đôi khi có phần chín chắn. Zeno đã từng kết hôn, nhưng vợ anh đã qua đời vì bệnh tật, kể từ đó anh tiếp tục đi du hành với hi vọng một ngày kia vua Hiryuu sẽ tái sinh và nhóm Tứ Long chiến binh sẽ một lần nữa được tập hợp. Thành viên gia nhập cuối cùng của nhóm và là người đã luôn theo dõi Yona từ khi cô bắt đầu cuộc hành trình, cho đến khi anh cảm thấy cô xứng đáng làm chủ nhân của mình thì anh mới xuất đầu lộ diện. Được vua Hiryuu tặng cho chiếc mề đay rồng và luôn đeo nó trên đầu. Thường gọi Yona là "cô", Hak là "anh", Son-won là "anh" hoặc "anh chàng vua".

### Khác

#### IL (イル,Iru)
Từng là vua của nước Kouka. Bố của Yona và là chú của Soo-won. Là một ông vua bị người dân của đất nước căm ghét và nói ông là một ông vua hèn nhát. Trong thực tế lịch sử, thời kỳ ông cai trị đất nước đã làm suy yếu đất nước. Ông ghét chiến tranh và vũ khí. Khi Yona còn nhỏ, vợ ông mất nhưng ông không tái hôn dẫn đến Yona là người con duy nhất của ông. Vua IL không cho Yona cưới Soo-won vì người nào lấy cô sẽ trở thành vua của đất nước.

#### Yu Hon
Là anh trai ruột của vua IL, cha của Soo-won và bị vua IL giết hại. Trong quá khứ, ông là người lãnh đạo của quân đội Kouka trong cuộc chiến tranh với nước Xing (từ chap 127) và gây nên nỗi hận thù đối với Đại công chúa Kouren cũng như đa số người dân tại đây bởi sự tàn bạo của mình.

#### Han Joo-Doh
Là đội trưởng hay là tướng của bộ tộc. 34 tuổi, có một vết sẹo ở bên phải khuôn mặt. Là một người dễ nổi nóng và rất nghiêm khắc.

#### Kye-sook
Là tham mưu trong triều đình. 25 tuổi, là một người trầm tính nhưng rất thông minh, luôn đưa ra những lời khuyên sáng suốt cho Soo-won. Mới đầu xem Yona là thứ "nguy hiểm", chướng ngại vật cần loại bỏ trên bước đường của Soo-won, nhưng sau này khi nhận ra năng lực đoàn kết lòng dân của Yona thì đã trở nên tôn trọng cô hơn, có chung ý kiến với Soo-won rằng Yona sẽ là người kế vị nếu hoàng đế có chuyện gì.

### Hoả tộc
Kan Soo Ji
Là trưởng Hỏa tộc, luôn có âm mưu tước đoạt ngôi vị.Trong manga (chap 73)  Kan Soo Ji đã bị một người lính của mình đâm chết trong khi đang dẫn quân cùng với Li Hazara cướp đoạt thành Hiryuu.
Kan Kyo Ga
Là con trai trưởng của Kan Soo Ji.Sau khi cha mất Kyo Ga đã lên thay cha điều khiển Hỏa tộc.Soo Won đã từng nói anh là một thống lĩnh kiệt xuất và cũng là người ra sắc lệnh cho Kan Kyo Ga lên làm trưởng Hỏa tộc đời tiếp theo.
Kan Tae Jun
Là con trai út của Kan Soo Ji, từng là người dẫn đầu đội quân truy đuổi Yona và Hak.Ở trong cung Tae Jun luôn tán tỉnh làm Yona rất khó chịu,khi gặp lại Yona (sau vụ Yona và Hak bị rơi xuống vực) anh đã thay đổi tính nết để trở nên tốt hơn.
Heuk Chi
Là lính hầu thân cận của Kan Tae Jun.Anh mang một gương mặt bầu bĩnh (mình cũng chẳng biết phải nói thế nào) và thờ ơ trước mọi sự việc.
Kil Sung
Là một trong những người lính của Tae Jun, đã từng bị bệnh và được Tae Jun chăm sóc.Kể từ đó chúng ta biết được tên của anh chàng này.

### Phong tộc
Son Mundok (ソン・ムンドク, Son Mundoku)
Lồng tiếng bởi: Katsuhiko Sasaki
Là trưởng lão Phong tộc, ông nuôi của Hak và cũng là một người đề cao gia đình, ông thường tặng kẹo cho mọi người.
Tae-Woo (テウ, Teu)
Là người kế nhiệm vị trí trưởng Phong tộc, là bậc thầy về sử dụng giáo sau Hak.
Han-Dae (アヤメ)
Là một người sống tự do tự tại, kẻ được mệnh danh là nhanh nhất Phong tộc.
Tae-Yeon
Là em trai của Hak, một trong những đứa trẻ được Mundok nhận nuôi. Cậu bé đáng yêu và có thể lực yếu, đã nấu cho Yona ăn khi cô bị kiệt sức (chap 6) đồng thời nói chuyện và lau nước mắt cho cô.

### Thổ tộc
Lee Geun-Tae (イ・グンテ, I Gunte)
Lồng tiếng bởi: Masaki Aizawa
Là trưởng Thổ tộc, rất mạnh và ngầu. Người này chỉ thực sự phục vụ vị vua mà mình công nhận.
Yun Ho
Là vợ của Geun-Tae. Cô là một người vợ dễ thương, nổi tiếng với loại trà tự làm (một số người cảm thấy mùi vị của trà rất tệ).
Chul Rang
Là người hầu thân cận của Geun-Tae, vô cùng quan tâm đến vi tướng quân luộm thuộm của mình.

### Thủy tộc
An Joon-gi
Là người lãnh đạo bộ tộc nước, người được biết là tránh xung đột và luôn im lặng về mọi thứ. Ông có một cô con gái tên là Lili, người sau này trở thành một người bạn tốt của Yona trong suốt hành trình của cô.
An Lily
Cô ấy là con gái của Thủy quân lục chiến An Joon-gi. Mặc dù cô ấy dường như là một cô gái tự tin và dũng cảm bên ngoài, cô ấy thực sự là một người nhút nhát, chăm sóc, người cố gắng che giấu tính cách của mình bằng cách diễn xuất và nói chuyện với người khác. Là con gái của một tướng, Lili không muốn chỉ ra những điểm yếu của mình với người khác, và một khi cô ấy làm vậy, cô ấy coi đây là một hành vi đáng hổ thẹn.
Tetora
Cô là một trong những người hầu của Lily cùng với Ayura.
Ayura
Cô là một trong những người hầu của Lily và làm việc cùng với Tetora.

### Vương quốc Xing
Kouren
Là đại công chúa của Vương quốc Xing và là người kế thừa chính đáng cho ngai vàng. Cô ấy là chị gái của Tao và hiện đang cố gắng bắt đầu một cuộc chiến chống vua Soo Won của Kouka.
Tao
Tao là nhị công chúa của Vương quốc Xing và là lãnh đạo của phe đang chiến đấu chống lại công chúa thứ nhất Kouren
Vold
Là cận thần của Tao. Một kiếm sĩ nghiêm túc, một trong năm thống lĩnh được mệnh danh" Ngũ Tinh" của Xing quốc

## Truyền thông

### Manga
Bộ manga được viết và minh họa bởi Mizuho Kusanagi, Akatsuki no Yona bắt đầu đăng trên tạp chí shoujo manga Hana to Yume của Hakusensha vào ngày 5 tháng 8 năm 2009. Vào tháng 6 năm 2024, Kusanagi (tác giả) thông báo rằng manga đã bước vào phần arc cuối cùng. Hakusensha đã tập hợp các chương thành các tập tankōbon riêng. Tập đầu tiên được phát hành vào ngày 19 tháng 1 năm 2010. Tính đến ngày 20 tháng 6 năm 2025, 46 tập đã được phát hành.

### Anime
Phần anime chuyển thể dài 24 tập do Pierrot sản xuất được phát sóng từ ngày 7 tháng 10 năm 2014 đến ngày 24 tháng 3 năm 2015 trên kênh AT-X. Funimation đã cấp phép cho bộ anime này có bản quyền phát trực tuyến và video gia đình ở Bắc Mỹ. Bài hát mở đầu đầu tiên là một bài hát không lời của Kunihiko Ryo, có tên là "Akatsuki no Yona" (暁のヨナ, nghĩa là Yona của Bình minh). Bài hát kết thúc đầu tiên là Yoru (夜, nghĩa là Đêm) của Vistlip. Ca khúc mở đầu thứ hai là "Akatsuki no Hana" của Cyntia. Bài hát kết thúc thứ hai là "Akatsuki", của Akiko Shikata. Ba OVA lần lượt được đính kèm với các tập phiên bản giới hạn thứ 19, 21 và 22 của manga. OVA đầu tiên được phát hành vào ngày 18 tháng 9 năm 2015, OVA thứ hai được phát hành vào ngày 19 tháng 8 năm 2016 và OVA thứ ba được phát hành vào ngày 20 tháng 12 năm 2016.